# Chengannur
Chengannur là một thành phố và khu đô thị của quận Alappuzha thuộc bang Kerala, Ấn Độ.

## Địa lý
Chengannur có vị trí 9°20′B 76°38′Đ / 9,33°B 76,63°Đ Nó có độ cao trung bình là 7 mét (22 foot).

## Nhân khẩu
Theo điều tra dân số năm 2001 của Ấn Độ, Chengannur có dân số 25.391 người. Phái nam chiếm 48% tổng số dân và phái nữ chiếm 52%. Chengannur có tỷ lệ 88% biết đọc biết viết, cao hơn tỷ lệ trung bình toàn quốc là 59,5%: tỷ lệ cho phái nam là 88%, và tỷ lệ cho phái nữ là 88%. Tại Chengannur, 9% dân số nhỏ hơn 6 tuổi.